# MUSC Health Stadium
MUSC Health Stadium es un estadio multipropósito ubicado en Charleston, Carolina del Sur, Estados Unidos. Fue inaugurado en 1999 y es el estadio del Charleston Battery de la USL Championship, la segunda categoría del fútbol estadounidense. 
Originalmente llamado Blackbaud Stadium, también conocido como Battery Park.
El estadio tiene capacidad para 5.100 espectadores.

## Historia y usos
Blackbaud Stadium fue el primer estadio para fútbol financiado en forma privada en los Estados Unidos. Su construcción se inició en 1998 y fue concluida al año siguiente. Tiene un diseño similar al de los estadios de equipos ingleses de divisiones más bajas, contando incluso con un bar en el complejo llamado "The Three Lions" (en español, "Los Tres Leones").
El estadio recibió su nombre gracias a la empresa Blackbaud Software, cuyas instalaciones se encuentran justo al lado. El fundador de Blackbaud, Tony Bakker, es el dueño mayoritario del Charleston Battery.
En 2008 se anunció que el estadio obtendría gran parte de su energía de paneles solares.
El 30 de julio de 2015, el club vendió los derechos del nombre del estadio a la Medical University of South Carolina hasta 2019, como parte de una cooperación entre el hospital universitario y el club.
Además de ser el campo del Charleston Battery, Blackbaud Stadium ha sido el escenario de partidos de la Selección femenina de fútbol de los Estados Unidos y la Selección de rugby de Estados Unidos.
El 29 de mayo de 2019, el MUSC Health Stadium se vendió a una filial de Holder Properties Inc., con sede en Atlanta, por 6 475 millones de dólares. En 2019, al finalizar la temporada del Campeonato de la USL, el estadio empezó a ser demolido para dar paso a su remodelación comercial. El último partido de Battery en el estadio tuvo lugar el 19 de octubre de 2019 contra el Bethlehem Steel FC.